# Jacques Dacqmine
Jacques Dacqmine (La Madeleine, 30 novembre 1924 – Caen, 28 marzo 2010) è stato un attore e doppiatore francese.
Muore il 28 marzo 2010 all'età di 85 anni.

## Filmografia

### Cinema
- Primo appuntamento (Premier rendez-vous), regia di Henri Decoin (1941)
- Chambre 34, regia di Claude Barma - cortometraggio (1945)
- La collana della regina (L'Affaire du collier de la reine), regia di Marcel L'Herbier (1946)
- L'albergo della malavita (Macadam), regia di Jacques Feyder e Marcel Blistène (1946)
- Sangue sulla neve (La Nuit blanche), regia di Richard Pottier (1948)
- Sombre dimanche, regia di Jacqueline Audry (1948)
- Il segreto di Mayerling (Le Secret de Mayerling), regia di Jean Delannoy (1949)
- Il mio uomo sei tu (Julie de Carneilhan), regia di Jacques Manuel (1950)
- Caroline chérie, regia di Richard Pottier (1951)
- Un capriccio di Caroline chérie (Un caprice de Caroline chérie), regia di Jean-Devaivre (1952)
- Il figlio di Caroline chérie (Le Fils de Caroline chérie), regia di Jean-Devaivre (1955)
- Les Aristocrates, regia di Denys de La Patellière (1956)
- C'est arrivé à Aden, regia di Michel Boisrond (1956)
- Michele Strogoff, regia di Carmine Gallone (1956)
- Charmants Garçons, regia di Henri Decoin (1957)
- Azione immediata (Action immédiate), regia di Maurice Labro (1957)
- Sylviane de mes nuits, regia di Marcel Blistène (1957)
- I vampiri del sesso (Des femmes disparaissent), regia di Édouard Molinaro (1959)
- La Belle et le Tzigane, regia di Jean Dréville e Márton Keleti (1959)
- A doppia mandata (À double tour), regia di Claude Chabrol (1959)
- Quai Notre-Dame, regia di Jacques Berthier (1960)
- Asfalto che scotta (Classe tous risques), regia di Claude Sautet (1960)
- Le mogli degli altri (Ravissante), regia di Robert Lamoureux (1960)
- Il gioco della verità (Le Jeu de la vérité), regia di Robert Hossein (1961)
- L'Affaire Nina B., regia di Robert Siodmak (1961)
- Maléfices, regia di Henri Decoin (1962)
- Le commissaire mène l'enquête, regia di Fabien Collin (1963)
- Il terrore dei mantelli rossi, regia di Mario Costa (1964)
- Coplan, agent secret FX 18, regia di Maurice Cloche (1964)
- Agente 777 missione Summergame (Coplan FX 18 casse tout), regia di Riccardo Freda (1966)
- Phèdre, regia di Pierre Jourdan (1968)
- Brigade mondaine, regia di Jacques Scandelari (1978)
- Le chaînon manquant, regia di Picha (1980) - Voce
- La Crime, regia di Philippe Labro (1983)
- L'ispettore Lavardin (Inspecteur Lavardin), regia di Claude Chabrol (1986)
- Mélo, regia di Alain Resnais (1986)
- Erreur de jeunesse, regia di Radovan Tadic (1989)
- Nouvelle vague, regia di Jean-Luc Godard (1990)
- L'Opération Corned-Beef, regia di Jean-Marie Poiré (1991)
- Fortune Express, regia di Olivier Schatzky (1991)
- Germinal, regia di Claude Berri (1993)
- OcchioPinocchio, regia di Francesco Nuti (1994)
- ...Comme elle respire, regia di Pierre Salvadori (1996)
- La Dilettante, regia di Pascal Thomas (1998)
- La nona porta (La Neuvième Porte), regia di Roman Polański (1999)
- Omicidio in Paradiso (Un crime au Paradis), regia di Jean Becker (2001)
- Happy Victor, regia di Carina Borgeaud (2003)
- Rien que du bonheur, regia di Denis Parent (2003)
- Adieu, regia di Arnaud des Pallières (2003)

### Televisione
- Sherlock Holmes – serie TV, episodio 1x34 (1955)
- Berenice, regia di Jean Kerchbron – film TV (1959)
- Les Mystères de Paris, regia di Marcel Cravenne – film TV (1961)
- Siegfried, regia di Marcel Cravenne – film TV (1963)
- Horace, regia di Jean Kerchbron – film TV (1963)
- La Rabouilleuse, regia di François Gir – film TV (1963)
- Leclerc enquéte (L'inspecteur Leclerc enquête) – serie TV, episodi 1x06-2x10 (1962-1963)
- L'Abonné de la ligne U – serie TV, 34 episodi (1964)
- À quoi rêvent les jeunes filles, regia di Maurice Cazeneuve – film TV (1964)
- Carlota, regia di Georges Folgoas – film TV (1964)
- La Misère et la gloire, regia di Henri Spade – film TV (1965)
- Le miroir à trois faces: Don Juan, regia di Alain Boudet – film TV (1965)
- Goetz von Berlichingen, regia di Jean-Paul Carrère – film TV (1965)
- Présence du passé – serie TV, 1 episodio (1966)
- Le train bleu s'arrête 13 fois – serie TV, episodio 1x12 (1966)
- L'île au trésor (1966)
- Malican père et fils (1967)
- Le Regret de Pierre Guilhem (1968)
- Le Trésor des Hollandais (1969)
- Le Mutant (1978)
- Douze heures pour mourir (1978)
- Louis XI ou Le pouvoir central (1979)
- L'Éblouissement (1979)
- Jean Jaurès: vie et mort d'un socialiste (1980)
- Arsène Lupin joue et perd (1980)
- Messieurs les jurés (1980)
- Histoires extraordinaires (1981)
- Nana (1981)
- Le Mystère de Saint-Chorlu (1981)
- Arcole ou la terre promise (1981)
- Staline est mort (1981)
- Des yeux pour pleurer (1982)
- Les Brigades du Tigre (1983)
- La piovra, regia di Damiano Damiani (1984)
- Les Enquêtes du commissaire Maigret (1984)
- La piovra 2, regia di Florestano Vancini (1985)
- L'Affaire Saint-Romans (1988)
- L'Argent (1988)
- Un beau petit milliard (1992)
- Le Secret du petit milliard (1992)
- La Guerre blanche (1993)
- L'Affaire Dreyfus (1995)
- Sandra, princesse rebelle (1995)
- Médée (1996)
- La Poursuite du vent (1998)
- Il commissario Maigret (Maigret) (2001)
- L'Algérie des chimères (2001)
- La Bataille d'Hernani (2002)
- Mata Hari, la vraie histoire (2003)

## Teatro
- Amleto di William Shakespeare (1942)
- Fedro di Racine (1942)
- La Reine morte (1943)
- Renaud et Armide (1943)
- Iphigénie à Delphes (1943)
- Suréna di Corneille (1943)
- La Légende du Chevalier (1943)
- Le Soulier de satin (1943)
- La Dispute di Marivaux (1944)
- Horace di Corneille (1944)
- L'Impromptu de Versailles (1945)
- Antonio e Cleopatra (1946)
- L'anfitrione di Moliere (1947)
- Partage de midi (1948)
- Le Bossu (1949)
- Malborough s'en va t-en-guerre (1950)
- Ami-Ami (1950)
- Occupati di Amelia (1950)
- Gigi (1954)
- Bérénice di Racine (1955)
- La lune est bleue (1955)
- José (1955)
- Le Balcon (1960)
- Mais n'te promène donc pas toute nue! (1961)
- Judith di Giraudoux (1961)
- Hedda Gabler (1962)
- Giulio Cesare di William Shakespeare (1964)
- L'Ordalie ou la Petite Catherine de Heilbronn (1966)
- Les Yeux crevés (1968)
- Domino (1981)
- La Chienne dactylographe (1983)
- Angelo, tyran de Padoue (1984)
- Les apparences sont trompeuses (1985)
- Le Silence éclaté (1986)
- Le Foyer (1989)
- La Société de chasse (1991)
- La Nuit de Michel-Ange (1993)
- Narcisse (1998)
- Lorenzaccio, une conspiration en 1537 (2001)